# السياسة الخارجية للإمبراطورية الروسية

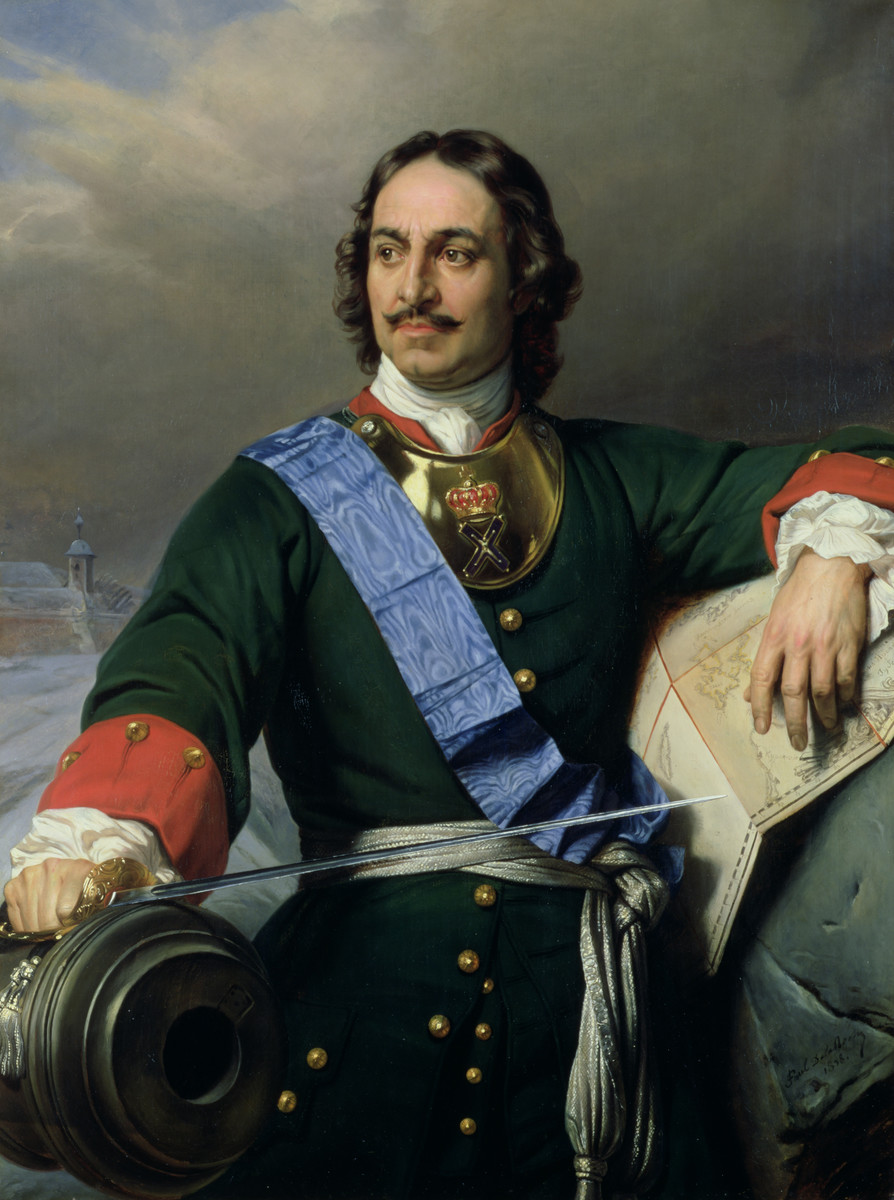

تغطي السياسة الخارجية للإمبراطورية الروسية العلاقات الخارجية الروسية حتى عام 1917. اتخذت جميع القرارات الرئيسية في الإمبراطورية الروسية من قبل القيصر، ما أعطى تجانساً وقوة لهذه القرارات خلال عهد القياصرة الأقوياء مثل بطرس الأكبر وكاثرين، ومع ذلك فقد كان هناك العديد من القياصرة الضعفاء مثل القياصرة الأطفال الذين سيطر عليهم الأوصياء، بالإضافة للعديد من المؤامرات والاغتيالات والانتقال السريع للسلطة. لعبت روسيا دوراً محدوداً في الحروب النابليونية حتى عام 1812 عندما دمرت روسيا جيش نابليون الضخم الذي غزا أراضيها. ساهمت جهود روسيا في هزيمة نابليون وفي صياغة الاتفاقيات التي أعادت النظام الأرستقراطي لأوروبا خلال الفترة من 1815 إلى 1848. خاضت روسيا عدة حروب مع الإمبراطورية العثمانية، وفي عام 1856 خسرت روسيا حرب القرم أمام تحالف مكون من بريطانيا العظمى وفرنسا والإمبراطورية العثمانية، وتبعتها العديد من الحروب الصغيرة في أواخر القرن التاسع عشر.
توسعت مساحة روسيا بشكلٍ كبير خلال القرون الثلاثة التي أعقبت حكم إيفان الرهيب (حكم من 1547 إلى 1584)، ازدات مساحة روسيا بمعدل 18 ألف ميل مربع في السنة لتصبح أكبر دولة في العالم (كان عدد سكان الصين أكبر، ولكنها أضعف بكثير من الناحية العسكرية والاقتصادية والسياسية). أدى هذا التوسع أيضاً لدخول العديد من الأقليات الدينية والعرقية ضمن الإمبراطورية الروسية. كان نظام الحكمي السياسي في روسيا استبدادياً تحت حكم القيصر. وفي الأيام الأخيرة للإمبراطورية ظهرت العديد من الجماعات الثورية تحدَّت الدولة البوليسية التي أرسلت الآلاف إلى المنفى في سيبيريا. انتهى توسع الإمبراطورية الروسية نسبياً بحلول خمسينيات القرن التاسع عشر رغم بعض التحركات جنوباً نحو أفغانستان والهند، وهو الأمر الذي أزعج بريطانيا التي كانت تسيطر على الهند. كان العدو التاريخي الرئيسي لروسيا هو الإمبراطورية العثمانية التي حالت بين روسيا وبين الوصول إلى البحر الأبيض المتوسط. رد القياصرة الروس بدعم المتمردين السلافيين في البلقان ضد الحكم العثماني. دعمت صربيا المتمردين ضد النمسا، ووقفت روسيا مع صربيا التي كانت أرثوذكسية في الدين وسلافية في الثقافة. كانت فرنسا هي الحليف الرئيسي لروسيا، والتي كانت بحاجة لحجم روسيا وقوتها لمواجهة الإمبراطورية الألمانية الصاعدة.
دخلت روسيا الحرب العالمية الأولى في عام 1914 ضد ألمانيا والنمسا والإمبراطورية العثمانية للدفاع عن مملكة صربيا من جهة، والوصول إلى البحر الأبيض المتوسط على حساب الإمبراطورية العثمانية من جهة ثانية. تلقت روسيا الدعم المادي من بريطانيا وفرنسا. فشل الجيش الروسي فشلاً ذريعاً في الحرب العالمية الأولى وتهاوى النظام السياسي والاقتصادي. فقد الروس ثقتهم بالقيصر الفاشل، وكانت النتيجة ثورة عام 1917 التي مزقت الإمبراطورية الروسية، وأدت لاستقلال دول البلطيق وبولندا وأوكرانيا ومجموعة من الدول القومية الأصغر مثل جورجيا. تولى نظام شيوعي جديد بقيادة لينين زمام الأمور وأنشأ الاتحاد السوفياتي (اتحاد الجمهوريات الاشتراكية السوفياتية) بعد قتال عنيف في الحرب الأهلية الروسية التي تدخلت فيها العديد من الدول.

## استراتيجيتها

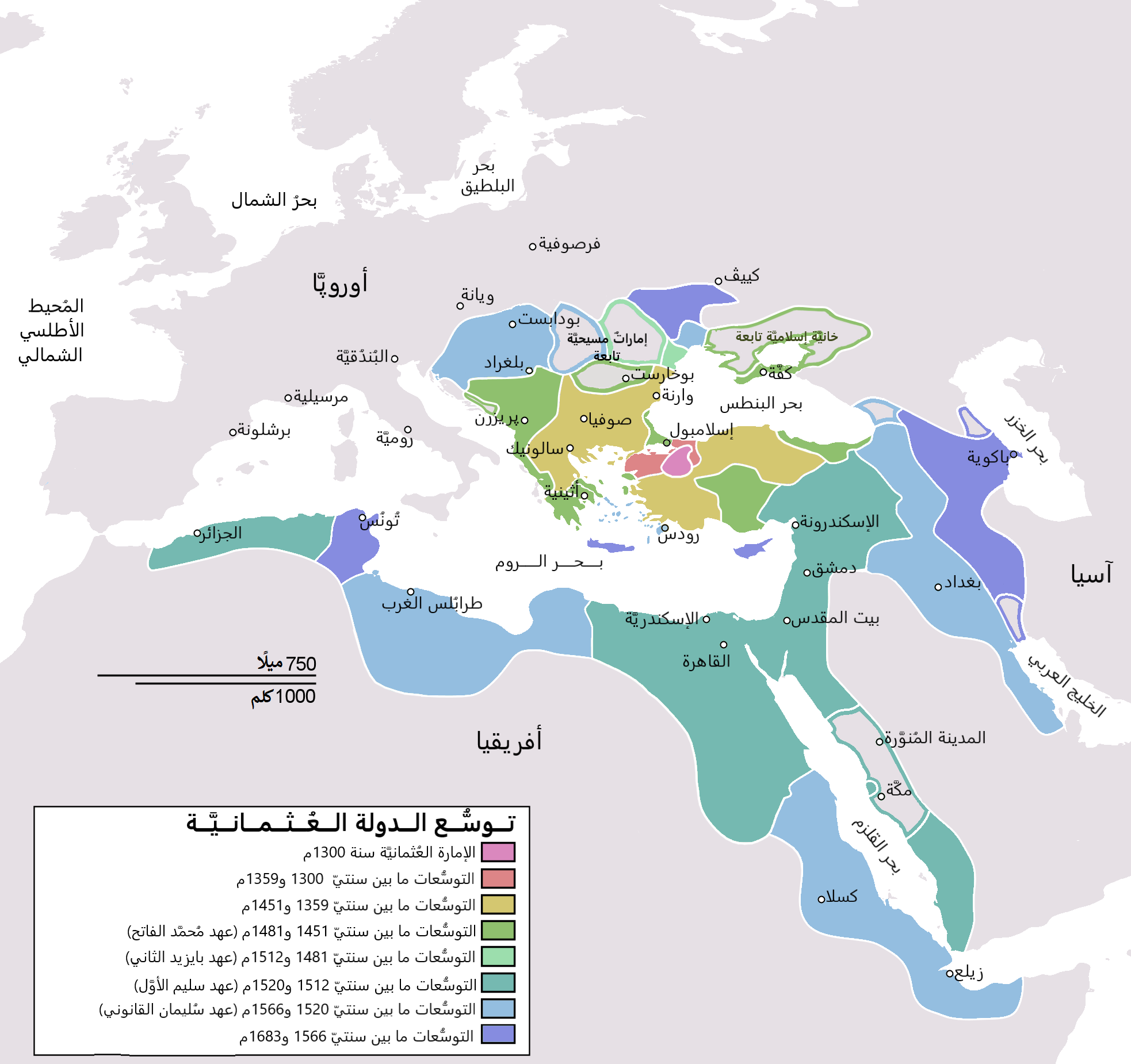
خريطة تصور الإمبراطورية العثمانية في أقصى حد، في عام 1683.

كان التوسع الجغرافي عبر الحروب والمعاهدات الاستراتيجية المحورية لسياسة روسيا الخارجية منذ عهد دولة موسكو الصغرى في القرن السادس عشر حتى الحرب العالمية الأولى في 1914. كانت الأهداف تتمثل في الأرض، وموانئ الماء الدافئ، وحماية المسيحية الأرثوذكسية. كان السلاح الرئيس الجيش الإمبراطوري الروسي بالغ الضخامة والمدرب تدريبًا جيدًا، على الرغم من تعرض الاقتصاد المحلي لضغوط شديدة لتوفير الدعم الكافي. على الرغم من وجود هزائم ونكسات عرضية، كان السجل ناجحًا عمومًا حتى العقد الأول من القرن العشرين.

### غربًا: بولندا والبلطيق
باتجاه الشمال الغربي، انخرطت روسيا في صراع دام قرنًا مع السويد من أجل السيطرة على بحر البلطيق. لم تنجح الإمبراطورية في عشرينيات القرن الثامن عشر بتحصيل منفذ على البحر وحسب، بل بامتلاك فنلندا ودول البلطيق لاتفيا وليتوانيا وإستونيا. باتجاه الغرب، قامت سلسلة من الحروب مع بولندا وليتوانيا أعقبتها تسويات وليدة مفاوضات مع بروسيا والنمسا والتي منحت روسيا السيطرة على معظم أوكرانيا وقسمًا كبيرًا من بولندا. تحدى نابليون الروس مباشرة بغزوه روسيا عام 1812 دون جدوى. احتلت روسيا أراض أكثر وصارت قوة عظمى، وصار لها صوت قوي في شؤون أوروبا منذ 1814 حتى أربعينيات القن التاسع عشر.

### جنوبًا: العثمانيون والقوقاز
ناحية الجنوب، استمر النزاع مع الإمبراطورية العثمانية قرونًا. اقتطعت روسيا أراض كانت بيد العثمانيين سابقًا، مثل القرم، وصارت حاميًا سياسيًا قويًا للمسيحيين الأرثوذكس في البلقان، وللمسيحيين في جنوب القوقاز. حدثت الهزيمة الأعظم في تاريخ التوسع الروسي في حرب القرم (1854 – 1856)، عندما دافعت بريطانيا وفرنسا عن وحدة الإمبراطورية العثمانية أمام العملاء. ومع ذلك، استرد القياصرة معظم خسائرهم بحلول عام 1870.

### وسط آسيا
إلى الجنوب الشرقي، قبضت روسيا على السلطة في مساحات واسعة من الأراضي في آسيا الوسطى يسكنها مسلمون من إثنية تركية. على الرغم من إرسال بعض المستوطنين الروس إلى كازاخستان، بقيت النخب المحلية البارزة في السلطة طالما كان واضحًا أن روسيا تسيطر على السياسات الخارجية والعسكرية. وصل التيار الرئيس للتوسع أخيرًا إلى أفغانستان في منتصف القرن التاسع عشر، ما أدى إلى اللعبة الكبرى بحروب متكررة ضد القبائل الأفغانية واشتمل بصورة متزايدة على التهديدات والتهديدات المعاكسة مع البريطانيين، الذين كانوا مصممين على حماية ممتلكاتهم الكبيرة في شبه القارة الهندية.

### الشرق الأٌقصى: الصين واليابان
أخيرًا، حدث توسع إلى الشرق الأقصى، وقتما انتقل المستوطنون الروس إلى مقاطعات التعدين والزراعة في سيبيريا، حيث سيطروا على القبائل المحلية وبنوا البلدات والمناجم ومعسكرات الاعتقال على طول سكة الحديد العابرة لسيبيريا. كان إجمالي عدد سكان سيبيريا نصف مليون فقط في عام 1800، لكنه وصل إلى تسعة ملايين في عام 1914، منهم مليون مجرم ومنفي سياسي.
لبناء وجود على المحيط الهادئ، احتلت روسيا نحو 400.000 ميل مربع من الأراضي غير المسكونة تقريبًا من الصين في عهد سلالة تشينغ في 1858 – 1860. أرسلت المستوطنين والسجناء، فوصلت ملكيتها من فلاديفوستوك شمالًا على امتداد بحر اليابان إلى 310.000 في 1897. وطدت روسيا دورًا اقتصاديًا شرقًا إلى منطقتي سنجان ومنشوريا الصينيتين بصورة سلمية، مستخدمة معاهدة سان بطرسبرغ (1881)، وأقرضت الحكومة الصينية وشبكات التجار وبنت السكك الحديدية الصينية الشرقية، وهي فرع من خط السكك الحديدية العابر لسيبيريا، عبر منشوريا إلى المحيط. في هذه الأثناء، في نهاية القرن التاسع عشر، كانت الإمبراطورية اليابانية تتوسع إلى منشوريا ولا سيما كوريا. عرضت صفقة يتمتع الروس بموجبها بالدور السيادي في منشوريا واليابان وكوريا. ورفض القيصر بوضوح لازدرائه اليابانيين. في الحرب الروسية اليابانية، هاجمت اليابان ودفعت الجيش الروسي على الأرض وأغرقت أسطول المعركة الروسي الرئيس. سيطرت اليابان على كوريا وعلى النصف الجنوبي من سكة الحديد الصينية الشرقية.

## قبل عام 1793
صاغ القياصرة السياسة الخارجية لروسيا بشكل كامل لدرجة أن تحول سياسية القيصر أو تغييره قد يؤدي لتحول جذري في سياسة روسيا بين عشية وضحاها. أشهر مثال على ذلك في عام 1762 خلال حرب السنوات السبع عندما دمرت الإمبراطورة إليزابيث جيوش فريدريك العظيم ملك بروسيا، ثم ماتت فجأة، وكان القيصر الجديد بيتر الثالث صديقاً لفريدريك فأوقف الحرب وأنقذ حياة فريدريك الذي نجا بأعجوبة، وأطلق على الحادثة «معجزة آل براندنبورغ».

### العلاقات مع السويد
حدثت عدة حروب خلال العصور الوسطى بين السويد وروسيا يقدر عددها بنحو 11 حرباً منذ القرن الخامس عشر. كان عدد الجيش الروسي في أغلب هذه الحروب أكبر بكثير من نظيره السويدي، لكن الجيش السويدي تفوق في عدد من المعارك الهامة مثل نارفا (1700) وسفينسسوند (1790) بسبب التنظيم العسكري الدقيق.
كان موضوع النزاع الرئيسي بين السويد وروسيا خلال فترة 1600-1725 هو السيطرة على بحر البلطيق والمناطق المحيطة به. تفوقت روسيا في نهاية المطاف وفقدت السويد مكانتها كقوة عظمى. وصل الجيش السويدي إلى موسكو في عام 1610 تحت قيادة جاكوب دي لا غاردي، وفي الفترة الممتدة من عام 1623 إلى عام 1709 شجعت السياسة السويدية خاصة في عهد غوستاف أدولفوس (1611–1632) وتشارلز الثاني عشر (1697–1718) المعارضة الأوكرانية ودعمتها عسكرياً لمواجهة النفوذ الروسي. خاض غوستاف أدولفوس حرب إنغريان ضد روسيا التي انتهت في عام 1617 بمعاهدة ستولبوف التي أبعدت روسيا عن بحر البلطيق. حدثت هزيمة السويد الأكثر دراماتيكية عام 1709 في معركة بولتافا عندما كانت تدعم زعيم التمرد الأوكراني مازيبا.

### بطرس الأكبر
وصل بطرس الأكبر (1672–1725) إلى سدة الحكم في روسيا في عام 1695، فوسع من مساحة روسيا بشكل كبير من خلال الوصول إلى موانئ بحر البلطيق والبحر الأسود وبحر قزوين. برز من قادته العسكريين الجنرالات: أليكساندر دانيلوفيتش مينشيكوف وبوريس شيريميتييف. كانت روسيا قبل عصر بطرس الأكبر معزولة إلى حد كبير عن الشؤون الأوروبية العسكرية والاقتصادية والثقافية. رأى بطرس أن الحاجة ملحة للوصول إلى بحر البلطيق، فشكل تحالفات لتحدي الهيمنة السويدية هناك، وقد جعلت نجاحاته من روسيا لاعباً أساسياً في الشؤون الأوروبية.
هاجم بطرس الأكبر القوات التركية التي كانت تسيطر على نهر دون في عام 1695، لكنه فشل بسبب افتقار جيشه للقوات البحرية والمهندسين ذوي الخبرة لإجراء الحصار، لكنه سرعان ما تلافى هذه العيوب وسيطر على أزوف في عام 1696. سافر بطرس الأكبر في عام 1697 إلى أوروبا الغربية لدراسة أحدث أساليب الحرب، وعند عودته في عام 1698 بدأ في إصلاح البلاد وتحويل القيصرية الروسية إلى إمبراطورية حديثة عن طريق تقليد نماذج أوروبا الغربية بهدف إنشاء جيش وبحرية قوية بالإضافة إلى قاعدة اقتصادية متينة. اعتمد في البداية على الضباط المستأجرين خاصة الألمان، وسرعان ما بنى شبكة من المدارس العسكرية في روسيا لتأهيل قيادة عسكرية جديدة، وكان إنجازه الكبير بناء أسطول حديث من النوع الذي لم تعرفه روسيا سابقاً.
أطلق بطرس الأكبر الحرب الشمالية العظمى في عام 1700 بتحالفه مع الدنمارك والنرويج وساكسونيا وبولندا وليتوانيا ضد السويد السويدية ومقاطعات ليفونيا وإنجريا. حقق تشارلز ملك السويد انتصارات متعددة على الرغم من تفوق أعدائه في العدد، فهزم جيشاً روسياً كبيراً في معركة نارفا عام 1700، وفي عام 1706 هزمت القوات السويدية بقيادة الجنرال كارل غوستاف رينسكولد جيش ساكسونيا وروسيا المشترك في معركة فراوستات، وأصبحت روسيا هي القوة المعادية الوحيدة المتبقية. توجه تشارلز نحو موسكو وحقق نجاحات متتالية في حملته تلك، وأهمها معركة هولوفزين حيث هزم الجيش السويدي الصغير جيشاً روسياً يبلغ ضعف حجمه، لكن الحملة انتهت بكارثة عندما سُحق الجيش السويدي في بولتافا واستسلمت السويد. أمضى تشارلز السنوات اللاحقة في محاولات غير مجدية لاستعادة القوة السويدية. وهيمنت روسيا على بحر البلطيق والمناطق المحيطة به.